# Budh Planitia
La Budh Planitia è una pianura presente sulla superficie di Mercurio, a 19,6° di latitudine nord e 150,7° di longitudine ovest.
La pianura è stata battezzata dall'Unione Astronomica Internazionale con l'espressione che in lingua hindi è utilizzata per designare il pianeta stesso.